# Karl-Marx-Schule
Die Liste von Karl-Marx-Schulen zeigt Schulen und Projekte, die wenigstens zeitweise nach Karl Marx benannt waren. Hierbei sind die Zeiträume „vor den Nationalsozialisten“, „während der Sowjetischen Besatzungszone und der Deutschen Demokratischen Republik“ und „nach der Wiedervereinigung“ zu unterscheiden.

## Schulen des ersten Bildungsweges

### Während der Weimarer Republik
Diese Schulen wurden in den zwanziger Jahren nach Karl Marx benannt und 1933 von den Nationalsozialisten geschlossen.
- Karl-Marx-Schule (Berlin-Neukölln, 1912–1933), jetzt Fritz-Karsen-Schule
- Ernst-Abbe-Gymnasium (Berlin), von 1927 bis 1933 Karl-Marx-Oberschule

### In der Sowjetischen Besatzungszone und der Deutschen Demokratischen Republik
Diese Schulen trugen im Zeitraum 1945–1990 den Namen Karl Marx.
- Erwin-Strittmatter-Gymnasium in Spremberg im Landkreis Spree-Neiße,
- Friedrichgymnasium (Altenburg)
- Gymnasium Carolinum (Bernburg)
- Sophien-Gymnasium (Weimar)

### Schule der Gegenwart
- Sekundarschule Karl Marx in Gardelegen im Kreis Salzwedel in Sachsen-Anhalt

## Parteihochschule der SED
- Parteihochschule „Karl Marx“ (1946–1990, zuletzt in Berlin)

## Schulprojekt der Gegenwart
- Karl-Marx-Schule, ein Jugend-Wochenendprojekt der belgischen Arbeiterpartei COMAC.